# 계해약조
계해약조(癸亥約條)는 1443년(세종 25년)에 맺은 조선과 대마도 사이의 세견선(歲遣船)에 관한 조약이다. 일본에서는 가길조약(嘉吉條約)이라 한다.

## 배경
3포의 개항 이후 3포에는 수많은 왜인이 거주하게 되고, 그들을 통한 미곡·면포(綿布) 등의 수출이 거액에 달하여 끼치는 해가 컸다.

## 조약 체결
조정은 첨지중추원사(僉知中樞院事) 변효문(卞孝文) 등을 일본 통신사로 파견했다. 대마도체찰사 이예가 대마도주(對馬島主)인 소 사다모리(일본어: 宗貞盛 종정성[*])와 조약을 체결하였다.

## 결과
이 조약에 의해 대마도주는 연(年) 50척의 세견선(조선에서 내왕을 허락한 무역선)을 파견할 수 있을 뿐이며, 그것도 조선에서 도주(島主)에게 내린 도서(圖書)가 찍힌 증명서가 있어야만 입항할 수 있도록 하였다. 이때 조선에서 내주는 세사미두(歲賜米豆)는 200석으로 제한하였다. 조선은 교린 정책 및 해방 정책(海防政策)의 일환으로 부산포, 제포, 염포의 세 곳을 개항하여 통상을 허가하였다.

## 같이 보기
- 기유약조
- 임신약조